# Vladimir Jefimkin
Vladimir Aleksandrovitsj Jefimkin (Russisch: Владимир Александрович Ефимкин) (Samara, 2 december 1981) is een Russisch voormalig wielrenner. Zijn tweelingbroer Aleksandr was eveneens profwielrenner.

## Biografie
Vladimir Jefimkin won in 2005 het eindklassement van de Ronde van Portugal en wist ook een etappe te winnen. Verder behaalde hij zeges in de Ronde van Aragón en de Vierdaagse van Duinkerke. In de eindstand van de UCI Europe Tour werd Jefimkin achtste.
Jefimkin werd hierdoor opgemerkt door de ploegleiding van Illes Balears, tegenwoordig Caisse d'Epargne geheten, die hem een contract aanbood. In zijn eerste jaar bij die ploeg wist hij niet te imponeren, maar het jaar erna zette hij weer een aantal sterke prestaties neer. Hij won onder andere een etappe in de Euskal Bizikleta en eindigde als derde in het eindklassement van de Ronde van de Middellandse Zee.
In de Ronde van Zwitserland 2007 reed Jefimkin zich echt in de kijker bij het grote publiek. Na enkele etappes mocht hij de leiderstrui aantrekken, maar hij moest deze na de afsluitende tijdrit toch weer afstaan aan zijn land- en ploeggenoot Vladimir Karpets.
Zijn grootste zege boekte hij op 4 september 2007 toen hij de vierde rit in de Ronde van Spanje won met aankomst boven in Lagos de Covadonga. Hij greep hiermee ook de gouden leiderstrui.
Het jaar erna won hij een etappe in de Ronde van Frankrijk. Hij werd aanvankelijk tweede in de negende etappe op ruim een minuut van Riccardo Riccò, maar die werd gediskwalificeerd wegens dopinggebruik. 
Tijdens het seizoen maakte Jefimkin bekend te stoppen.
Op vrijdag 1 juli 2011 werd bekendgemaakt dat Vladimir zijn rentree zou maken voor Team Type 1 waar ook zijn broer Aleksandr voor reed. Hij reed hier slechts een half seizoen en werd negende in de Ronde van China en vijfde in de Ronde van Hainan.

## Belangrijkste overwinningen
2005
2e etappe Ronde van Aragón
4e etappe Vierdaagse van Duinkerke
3e etappe Ronde van Portugal
Eind- en jongerenklassement Ronde van Portugal
2007
2e etappe deel A Euskal Bizikleta
4e etappe Ronde van Spanje
2008
9e etappe Ronde van Frankrijk (na diskwalificatie Riccò)

## Resultaten in voornaamste wedstrijden
| Jaar | Ronde van Italië | Ronde van Frankrijk | Ronde van Spanje |
| ---- | ---------------- | ------------------- | ---------------- |
| 2004 |                  |                     |                  |
| 2005 |                  |                     |                  |
| 2006 | 39e              |                     |                  |
| 2007 |                  |                     | 6e (1)           |
| 2008 |                  | 10e (1)             |                  |
| 2009 |                  | opgave              |                  |
| 2010 |                  |                     |                  |

| Jaar | Milaan-San Remo | Luik-Bast.‑Luik | Ronde van Lombardije | Waalse Pijl |  | WK op de weg |  | Wereldranglijsten |
| ---- | --------------- | --------------- | -------------------- | ----------- |  | ------------ |  | ----------------- |
| 2004 |                 |                 |                      |             |  | opgave       |  |                   |
| 2005 |                 |                 |                      |             |  | 74e          |  |                   |
| 2006 | 130e            |                 | 21e                  |             |  | 89e          |  | 166e (UPT)        |
| 2007 |                 |                 | 42e                  |             |  | 43e          |  | 34e (UPT)         |
| 2008 |                 | 31e             |                      | 28e         |  |              |  |                   |
| 2009 |                 | 20e             | 44e                  | 94e         |  |              |  | 205e (UWK)        |
| 2010 | 118e            |                 |                      |             |  |              |  |                   |

Wielerploegen van Vladimir Jefimkin
Adamsson ·
Arreitunandia ·
Astarloa ·
Beuchat ·
Cárdenas ·
Carrara ·
Cavallari ·
Celli ·
Cheula ·
Cox ·
Degano ·
George ·
Green ·
A. Jefimkin ·
V. Jefimkin ·
Jørgensen ·
Kannemeyer ·
Lill ·
Longo Borghini ·
Maartens ·
Plaza ·
Salomone ·
Serri ·
Southam ·
Sullivan ·
Tomi
Arroyo ·
Berthou ·
Brard ·
Carrasco ·
Colom ·
Erviti ·
Fertonani ·
Gálvez (tot 26/11) ·
García ·
Gutiérrez ·
Horrach ·
Jefimkin ·
Julia ·
Karpets ·
Lastras ·
Leonet ·
Markov ·
Pereiro ·
A. Pérez ·
F. Pérez ·
Perget ·
Portal ·
Pradera ·
Reynés ·
Rodríguez ·
Valverde ·
Zaballa ·
Zandio
Arroyo ·
Berthou ·
Brard ·
Erviti ·
Fertonani ·
García ·
Gutiérrez ·
Horrach ·
Jefimkin ·
Karpets ·
Lastras ·
López ·
Losada ·
Markov ·
Pereiro ·
A. Pérez ·
F. Pérez ·
Perget ·
Plaza ·
N. Portal ·
S. Portal ·
Reynés ·
Rodríguez ·
Rojas ·
Sánchez ·
Valverde ·
Zaballa ·
Zandio
Arrieta ·
Calzati · 
Deignan ·  
Dessel ·
Dion ·
Dupont ·
Edaleine ·
Elmiger ·
Gadret ·
Goubert · 
Jefimkin · 
Kangert ·
Krivtsov ·
Loubet ·
Mandri ·
Mangel · 
Mondory ·
Nazon ·
Nocentini ·
Oesaw · 
Pineau ·
Pliușchin ·
Poulhiès ·
Riblon ·
Rousseau · 
Sénac ·
Sonnery ·
Turpin · 
Valjavec ·
Vandenbergh · 
Bérard (stagiair) ·
Bonnafond (stagiair) ·
Kadri (stagiair)  
Arrieta ·
Bonnafond ·
Clerc ·
Dessel ·
Dion ·
Dupont ·
Elmiger ·
Gadret ·
Goubert · 
Hinault ·
A. Jefimkin ·
V. Jefimkin · 
Kadri ·
Kangert ·
Krivtsov ·
Loubet ·
Mandri · 
Mondory ·
Nocentini ·
Pineau ·
Pliușchin ·
Poulhiès ·
Riblon ·
Roche ·
Rousseau · 
Sénac ·
Smukulis ·
Sonnery ·
Turpin · 
Valjavec · 
Desriac (stagiair) ·
Gastauer (stagiair) 
Arrieta ·
Bérard ·
Bonnafond ·
Bouet ·
Champion ·
Dessel ·
Dupont ·
Elmiger ·
Gadret ·
Gastauer ·
Goddaert · 
Hinault ·
A. Jefimkin ·
V. Jefimkin · 
Kadri ·
Krivtsov ·
Le Lay ·
Loubet ·
Mandri · 
Mondory ·
Nocentini ·
Ravard ·
Riblon ·
Roche ·
Rousseau · 
Smukulis ·
Turpin · 
Valjavec · 
Bonnin (stagiair) ·
Clarke (stagiair) ·
Teychenne (stagiair) 
Bazzana · Bertogliati · Bodrogi · Bowden · Calabria · Callegarin · Dugan · Eldridge · Grendene · Ilešič · A. Jefimkin · V. Jefimkin · Kerkhof · King · Kobzarenko · Kocjan · Mejías · Melero · Reijnen · Sjmidt · Steward · Verschoor · Magner (stagiair) · Rosskopf (stagiair)